# Plecopterodes mellifluodes
Plecopterodes mellifluodes är en fjärilsart som beskrevs av Embrik Strand 1917. Plecopterodes mellifluodes ingår i släktet Plecopterodes och familjen nattflyn. Inga underarter finns listade i Catalogue of Life.